# Strigilis

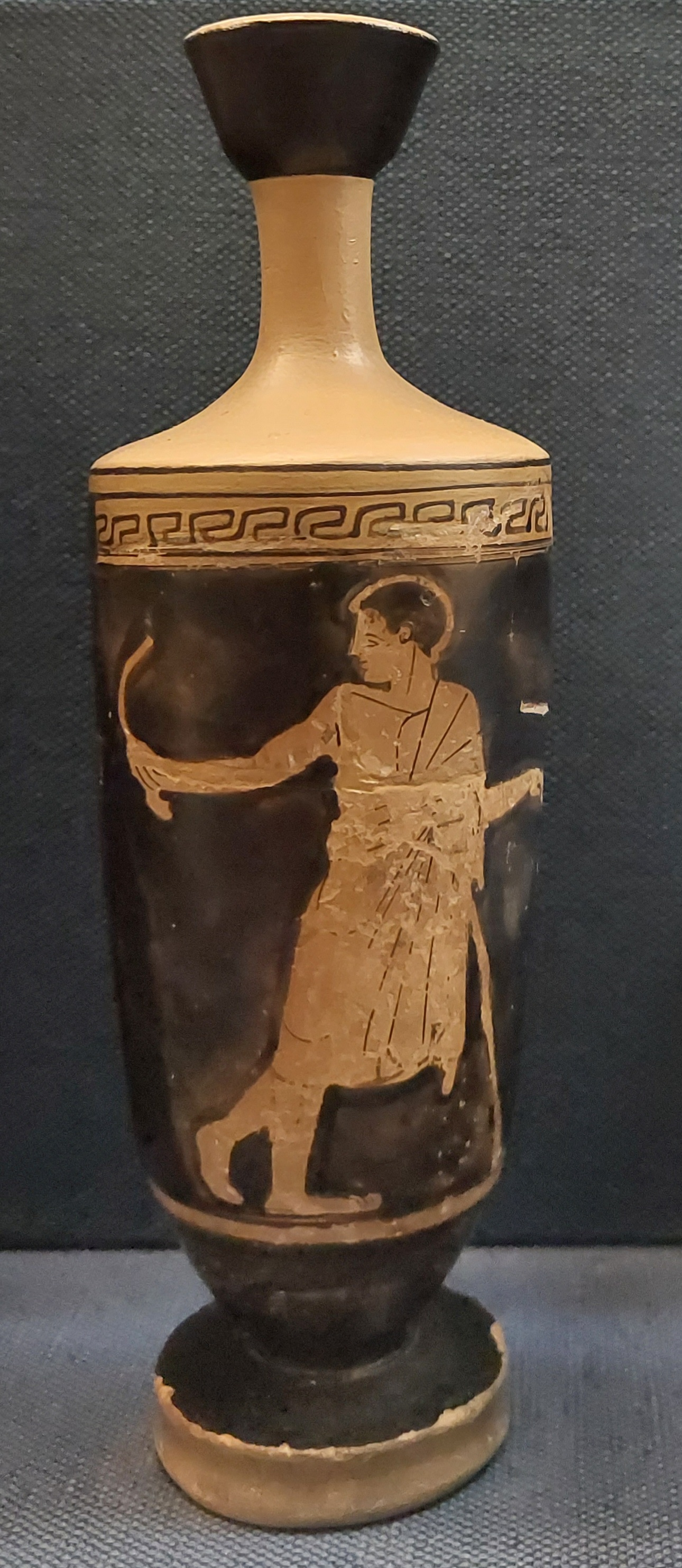
Lekythos met een jonge man met strigilis en leunend op een stok. Attisch, 475-450 v.chr.

De strigilis (Grieks: στλεγγίς / stlengís) was een rondgebogen metalen huidschraper die door de oude Grieken, Etrusken en Romeinen werd gebruikt voor lichaamshygiëne. 
Het was een instrument waar de meeste mensen in de oudheid over beschikten. Men smeerde het lichaam in met welriekende olie en schraapte het vervolgens schoon met de strigilis, waarbij vuil, stof en zweet meekwamen. In het bijzonder na sportwedstrijden en na hete baden was dit gebruikelijk. Rijke meesters lieten zich schoonschrapen door hun slaven. Ook paarden werden op die manier verzorgd.
Strigiles bestonden uit een handvat en een hol, kromgebogen lemmet uit ijzer of brons. Ze zijn vaak afgebeeld op aardewerk, meestal samen met sponzen en oliekruikjes (alabastra of aryballoi).
Pas laat gingen de Romeinen zeep gebruiken, een product dat ze associeerden met de Kelten en Germanen.
|  |  |  |